# Mendoza PM-1
Mendoza PM-1 es una serie de armas que abarca dos modelos de armas cortas fabricadas en México por Productos Mendoza: La MXIK (pronunciado como "Mexica") en calibre .380 ACP y la AZTK (pronunciado como "Azteca") en calibre 9 mm.

## Diseño y desarrollo
Productos Mendoza comenzó a trabajar en el diseño de esta arma en el año 2014, buscando con ello la creación de un arma corta, ligera y de alta resistencia. Sus primeras apariciones físicas comenzaron en el año 2018 en diferentes exposiciones, siendo al año siguiente en que comenzaría su venta al público.
La empuñadura está fabricada en polímero con insertos (cubiertas de empuñadura) intercambiables de acuerdo al tamaño de mano del usuario, cuenta también con seguro manual ambidiestro, trinquete manual de corredera y riel para mira láser. Cuenta con una corredera metálica, la cual, al igual que el cerrojo y cañón del arma es sometida a tratamiento Tenifer QPQ, el cual permite mejorar su dureza superficial y resistencia a la oxidación y corrosión, permitiendo también un acabado con menor brillo para evitar molestias visuales al disparar.
Adicionalmente el arma cuenta con un perno "testigo" de abastecimiento sobre la corredera, el cual se levanta cuando existe un cartucho en la recámara. También cuenta con seguro anticaídas en el percutor para evitar disparos accidentales.
Cuenta con un alza de mira fija tipo "cola de milano" con líneas blancas, así mismo, la mira frontal también es fija con punto blanco. La versión 9 mm llamada AZTK cuenta con un cargador de 18 cartuchos más 1 en la recámara, mientras que la versión "MXIK" en calibre .380 ACP cuenta con un cargador de 19 cartuchos más uno en recámara. ambas versiones tienen un cañón de 4 estrías.